# Gastrotheca rebeccae
Gastrotheca rebeccae és una espècie de granota de la família Amphignathodontidae. És endèmica del Perú. El seu hàbitat natural se centra en montans tropicals o subtropicals secs.